# وانغ يانغ (لاعب كرة قدم)
وانغ يانغ (بالصينية: 汪洋) (26 يوليو 1989 بووهان في الصين - ) هو لاعب كرة قدم صيني في مركز جناح ‏. شارك مع منتخب الصين لكرة القدم. أما مع النوادي، فقد لعب مع جيانغسو سونينغ وسيركل بروج وهيبي شينا فورشن وWuhan Optics Valley F.C. ‏ ونادي ووهان.

## وصلات خارجية
- وانغ يانغ (لاعب كرة قدم) على موقع قاعدة بيانات كرة القدم.إي يو (الإنجليزية)